# Eluana Englaro
Eluana Englaro (ur. 25 listopada 1970 w Lecco, zm. 9 lutego 2009 w Udine) – Włoszka, która 18 stycznia 1992 na skutek wypadku samochodowego wpadła w stan wegetatywny i przez 17 lat była podtrzymywana przy życiu przez sztuczne odżywianie. Spór wokół zaprzestania jej leczenia stał się podstawą publicznej debaty na temat eutanazji i granic uporczywego leczenia. Ojciec Eluany, Beppino Englaro wniósł do sądu wniosek o zaprzestanie jej leczenia, który spotkał się ze sprzeciwem zwolenników ochrony życia do naturalnej śmierci. Sąd wydał decyzję o wstrzymaniu odżywiania jego córki. Eluana została w lutym 2009 przeniesiona do prywatnej kliniki, gdzie sztuczne odżywianie 7 lutego 2009 zostało przerwane.

## Decyzja sądu
W grudniu 1999 sąd apelacyjny w Mediolanie odrzucił wniosek ojca Eluany o zaprzestanie leczenia. Werdykt sądu został podtrzymany w kwietniu 2005 roku, jednak 16 października 2007 roku ten sam sąd wydał zgodę na ponowny proces. Decyzję sądu skrytykowali wysocy przedstawiciele włoskiego Kościoła katolickiego. Po ponownym rozpatrzeniu sprawy 9 lipca 2008 roku sąd apelacyjny w Mediolanie orzekł, że opiekun prawny Eluany, Beppino Englaro, ma prawo do podjęcia decyzji o sztucznym karmieniu swojej córki.

## Spór z parlamentem
Od 1994 Eluana przebywała w ośrodku opiekuńczym w Lecco, prowadzonym przez zakonnice, które odmówiły zgody na zaprzestanie karmienia swojej podopiecznej w ich zakładzie. Beppino Englaro zdecydował się przenieść ją do szpitala, aby tam zaprzestać jej sztucznego odżywiania. Decyzja sądu była krytykowana przez organizacje konserwatywne, ale spotkała się też ze wsparciem wyrażonym w czasie publicznej demonstracji.
W lipcu 2008 roku włoski senat zaskarżył decyzję sądu apelacyjnego do trybunału konstytucyjnego. Sąd konstytucyjny odrzucił wniosek parlamentu, podtrzymując decyzję sądu apelacyjnego.
Beppino Englaro w jednym z nielicznych wywiadów dla mediów stwierdził, że mimo legalnej zgody na zaprzestanie sztucznego odżywania, wstrzyma się z decyzją, aż wszystkie sądy wydadzą swoje opinie na ten temat.

## Ostateczne orzeczenie
Włoski sąd najwyższy 13 listopada 2008 roku orzekł, że ojciec ma prawo do wstrzymania leczenia swojej córki. Decyzja sądu spotkała się z publicznym sprzeciwem przedstawicieli włoskiego Kościoła katolickiego. Kardynał Ennio Antonelli, przewodniczący Papieskiej Rady ds. Rodziny stwierdził: 

Eluana jest w stanie wegetatywnym, ale nie jest warzywem. Ona jest osobą, która śpi. Osoba, również kiedy śpi lub jest upośledzona, zachowuje swoją godność. Osoba jest wartością, sama w sobie, nie przez to, co produkuje i konsumuje, ani przez radość czy satysfakcję, którą daje innym.

Włoska telewizja RAI przeprowadziła wśród widzów sondę, zgodnie z którą 71% pytanych poparło decyzję sądu najwyższego.

## Spór polityczny
Włoskie ministerstwo zdrowia wydało wszystkim państwowym szpitalom zakaz udzielania pomocy przy usunięciu sondy pokarmowej z ciała Eluany. W lutym 2009 roku została ona przeniesiona do prywatnej kliniki „La Quiete” (wł. „Spokój”) w Udine, gdzie zespół lekarzy zgodził się z własnej inicjatywy, asystować przy niej, kiedy sztuczne odżywanie zostanie wstrzymane. Rząd włoski pod przewodnictwem premiera Berlusconiego wydał nadzwyczajny dekret, który nakazywał dalsze sztuczne odżywianie Eluany. Prezydent Napolitano stwierdził, że nie podpisze tego dekretu przez co akt prawny nie wszedł w życie. Rząd przyjął projekt ustawy, która ma zakazać odłączania sondy pokarmowej.

## Kontrowersje
W tym samym czasie kontrowersje wywołała wiadomość, że Eluana przechodziła kilka cykli wybudzania się i ponownego zapadania w śpiączkę. Przeciwnicy decyzji Beppino Englaro podkreślali, że nie wymaga ona żadnych innych procedur medycznych z wyjątkiem sztucznego odżywania i dostarczania płynów. Zgodnie z katechizmem:

Eutanazja bezpośrednia, niezależnie od motywów i środków, polega na położeniu kresu życiu osób upośledzonych, chorych lub umierających. Jest ona moralnie niedopuszczalna.
W ten sposób działanie lub zaniechanie działania, które samo w sobie lub w zamierzeniu zadaje śmierć, by zlikwidować ból, stanowi zabójstwo głęboko sprzeczne z godnością osoby ludzkiej i z poszanowaniem Boga żywego, jej Stwórcy. Błąd w ocenie, w który można popaść w dobrej wierze, nie zmienia natury tego zbrodniczego czynu, który zawsze należy potępić i wykluczyć.

Ojciec Eluany stwierdził, że przed wypadkiem jego córka jasno wyraziła życzenie, aby w razie wypadku, który spowoduje śpiączkę lub stan wegetatywny, zaprzestać sztucznego podtrzymywania jej życia.